# Ottavia Piccolo
Ottavia Piccolo, född 9 oktober 1949 i Bolzano, Trentino-Sydtyrolen, är en italiensk skådespelerska.

## Biografi
Född i Bolzano började Piccolo sin skådespelarkarriär vid 11 års ålder i scenadaptionen av Miracle Worker under regi av Luigi Squarzina. Hon har medverkat i 45 filmer sedan 1962 och gjorde sin filmdebut i Leoparden (1963). År 1964 mötte hon Giorgio Strehler, som regisserade scenadaptionerna av Brawling in Chioggia och Kung Lear, där hon medverkade.

## Utmärkelser
Piccolo har bland annat vunnit priset som bästa kvinnliga skådespelare vid filmfestivalen i Cannes 1970.

## Roller i urval
- 1962 – Leoparden
- 1968 – Serafino
- 1970 – Metello
- 1970 – Tolv plus en
- 1971 – Huset på andra sidan
- 1975 – Zorro
- 1976 – Mado
- 1986 – Familjen
- 1993 – Den långa tystnaden
- 2016 – 7 minuti